# Calilena restricta dixiana
Calilena restricta là một phân loài nhện trong họ Agelenidae.
Loài này thuộc chi Calilena. Calilena restricta dixiana được Ralph Vary Chamberlin & Wilton Ivie miêu tả năm 1941.